# Scorpaenopsis barbata
Scorpaenopsis barbata és una espècie de peix pertanyent a la família dels escorpènids.

## Descripció
- Fa 22 cm de llargària màxima
- Nombre de vèrtebres: 24.[6][7]

## Hàbitat
És un peix marí, associat als esculls de corall i de clima tropical que viu fins als 30 m de fondària.

## Distribució geogràfica
Es troba a l'Índic occidental: des del Mar Roig fins a Somàlia.

## Costums
És bentònic.

## Observacions
És inofensiu per als humans.